# نوروگلوبین
نوروگلوبین (انگلیسی: Neuroglobin) یکی از اعضای خانوادهٔ گلوبین‌ها در مهره‌داران است که در هوموستاز اکسیژن سلولی دخالت دارد.
این پروتئین یک هِـم‌پروتئینِ داخل‌سلولی است که در دستگاه اعصاب مرکزی و محیطی، مایع مغزی-نخاعی، شبکیه و دستگاه غدد درون‌ریز ساخته می‌شود.
نوروگلوبین یک مونومر است که به‌طور برگشت‌پذیر به اکسیژن اتصال می‌یابد و قدرت این اتصال، بیشتر از هموگلوبین است. این پروتئین دسترسی بافت مغز به اکسیژن را بیشتر کرده و از آن در برابر هیپوکسی و ایسکمی محافظت می‌کند.
نوروگلوبین‌ها در گذشته تنها در مهره‌داران شناخته شده بود ولی از سال ۲۰۱۳ میلادی در سلول‌های عصبی دهان‌نخستیان همچون بی‌کاوریخت‌تباران فتوسنتزکننده، پرتوئیان و عروس دریایی هم کشف شد. نوروگلوبین‌ها را در آستروسیت‌های مغز جوندگان مبتلا به برخی بیماری‌های مغزی و همچنین مغز خوک دریایی هم یافته‌اند که علت آن، احتمالاً پدیدهٔ فرگشت هم‌گرا باشد.
پژوهش‌های اخیر، وجود این پروتئین را در مایع مغزی-نخاعی انسان به اثبات رسانده‌است. ساختار سه‌بعدی نوروگلوبین در سال ۲۰۰۳ میلادی مشخص شد و یک سال بعد نیز، ساختار آن در نیاموشان معلوم گشت.